# جولیا باد
جولیا باد (انگلیسی: Julia Budd؛ زادهٔ ۴ ژوئیهٔ ۱۹۸۳) ورزشکار هنرهای رزمی ترکیبی اهل کانادا است.